# Europäischer Dorferneuerungspreis

Logo der Europäischen ARGE Landentwicklung und Dorferneuerung

Der Europäische Dorferneuerungspreis wird von der Europäischen ARGE Landentwicklung und Dorferneuerung vergeben.
Der Preis wird seit 1990 alle zwei Jahre vergeben. Im Wettbewerb werden Anstrengungen des Dorfes bewertet, die auf eine dauerhafte, sichtbare ländliche Entwicklung zielen und in kooperative Aktionen und Pläne eingebunden sind. Zu diesen Anstrengungen gehören unter anderem
- Stärkung der Identität der Dorfbewohner
- Erhaltung und Aufbau standortgerechter Erwerbsmöglichkeiten
- Belebung und Einbindung der Land- und Forstwirtschaft in lokale Kreisläufe
- Ökologisch verträgliche Ver- und Entsorgung und die Nutzung erneuerbarer Rohstoffe
- Aktionen die zur Erreichung der Ziele durchgeführt wurden, wie regionale Partnerschaften, Kooperationen

## Preisträger
Im Folgenden sind die Preisträger seit 1990 aufgelistet.
| Jahr | Sieger                                                     | Staat       |
| ---- | ---------------------------------------------------------- | ----------- |
| 1990 | Dorfbeuern (Land Salzburg)                                 | Österreich  |
| 1992 | Illschwang (Bayern)                                        | Deutschland |
| 1994 | Steinbach an der Steyr (Oberösterreich)                    | Österreich  |
| 1996 | Beckerich (Kanton Redingen)                                | Luxemburg   |
| 1998 | Obermarkersdorf (Gemeinde Schrattenthal, Niederösterreich) | Österreich  |
| 2000 | Kirchlinteln (Niedersachsen)                               | Deutschland |
| 2002 | Großes Walsertal (Vorarlberg)                              | Österreich  |
| 2004 | Ummendorf (Sachsen-Anhalt)                                 | Deutschland |
| 2006 | Koudum (Gemeinde Súdwest-Fryslân, Provinz Friesland)       | Niederlande |
| 2008 | Sand in Taufers (Provinz Südtirol)                         | Italien     |
| 2010 | Langenegg (Vorarlberg)                                     | Österreich  |
| 2012 | Vals (Kanton Graubünden)                                   | Schweiz     |
| 2014 | Tihany (Region Mitteltransdanubien)                        | Ungarn      |
| 2016 | Fließ (Tirol)                                              | Österreich  |
| 2018 | Hinterstoder (Oberösterreich)                              | Österreich  |
| 2020 | Hofheimer Land (Bayern)                                    | Deutschland |
| 2022 | Stadtschlaining (Burgenland)                               | Österreich  |
| 2024 | Kostelní Lhota, (Mittelböhmen)                             | Tschechien  |